# Óblast de Vladímir
Vladímir (en ruso: Влади́мирская о́бласть, tr.: Vladímirskaya óblast) es uno de los cuarenta y siete óblast de la Federación de Rusia. Su capital es la homónima Vladímir. Está ubicado en el distrito Central limitando al norte con Yaroslavl e Ivánovo, al este con el río Oká que lo separa de Nizhni Nóvgorod, al sur con Riazán y al oeste con Moscú (óblast).
Las catedrales del siglo XII de Vladímir, Súzdal, Bogoliúbovo y Kídeksha son consideradas Patrimonio de la Humanidad por parte de la Unesco.

## Geografía
La óblast de Vladímir tiene fronteras con las óblasts de Moscú, Yaroslavl, Ivánovo, Riazán y Nizhni Nóvgorod. Con una extensión similar a la de Albania.
La óblast está situada en el centro de la Llanura europea oriental. El Klyazma y el Oká son los ríos más importantes de Vladímir. Cuenta aproximadamente con 300 lagos. Y se localiza en una zona de bosques mixtos.

### Zona horaria
La óblast de Vladímir está localizada en la zona horaria de Moscú (MSK/MSD). La diferencia con UTC es +0300 (MSK)/+0400 (MSD).